# 刘环祥
刘环祥（1948年—），汉族，中华人民共和国政治人物、第十一届全国政协委员。
加入中国共产党，担任中华全国供销合作总社原监事会主任。2008年，当选第十一届全国政协委员，代表农业界，分入第三十八组。并担任提案委员会专委。